# Ol'ga Voronec
Ol'ga Borisovna Voronec (in russo Ольга Борисовна Воронец?; Smolensk, 12 febbraio 1926 – Mosca, 2 agosto 2014) è stata una cantante russa, già sovietica.

## Discografia
- 1968 – Poët Ol'ga Voronec
- 1973 – Russkie narodnye pesni i pesni sovetskich kompozitorov
- 1974 – Russkie narodnye pesni i pesni sovetskich kompozitorov
- 1976 – Russkie narodnye pesni i pesni sovetskich kompozitorov
- 1978 – Pesni sovetskich kompozitorov
- 1978 – Russian Folk Songs
- 1985 – Uch ty, sad
- 1989 – Russkie narodnye pesni
- 1995 – Gljažu v ozëra sinie

## Onorificenze
- 1966 – Artista onorato della RSFSR
- 1971 – Ordine del distintivo d'onore
- 1971 – Ordine della Stella Polare (Repubblica Popolare Mongola)
- 1978 – Artista del popolo della RSFSR
- 2009 – Cittadino onorario di Smolensk[1]